# Tegucigalpa

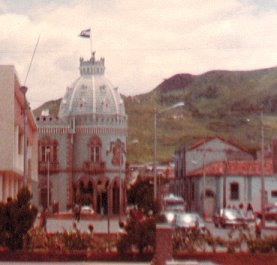
Ancien palais présidentiel.

Tegucigalpa (prononciation espagnole : /teɣusiˈɣalpa/) ou Tégucigalpa est la capitale et la ville la plus importante du Honduras. D'après des estimations, sa population s'élève en 2021 à 1 444 085 d'habitants et est de ce fait la deuxième plus grande ville d'Amérique centrale de par sa population. Les habitants de Tegucigalpa sont les « Tegucigalpais ».

## Toponymie
La plupart des spécialistes conviennent que le nom Tegucigalpa dérive du nahuatl ou peut-être du lenca, mais ils ne s'accordent pas sur le mot originel ni sa signification. On a longtemps admis qu'il s'agissait du nahuatl Taguzgalpa (« colline d'argent ») mais cette hypothèse est aujourd'hui abandonnée. Dans Nombres Geograficos de la Republica de Honduras, le linguiste et homme politique Alberto Membreño (1859-1921) affirme que Tegucigalpa signifie « dans les maisons des rochers pointus ». Dans Historia Mínima de Tegucigalpa, Leticia de Oyuela (es) (1935-2008) suggère que le nom signifie « roches peintes » ou « roches colorées », en référence à la couleur des formations géologiques entourant la ville. D'autres significations sont proposées, notamment  « la région des collines des vénérables anciens », « plaine verte, prairie », « dans la maison des nobles » et « dans les maisons de la terre jaune ».

## Géographie
Tegucigalpa est situé sur une chaîne de montagnes avec des altitudes de 975 m à ses points les plus bas et 1 463 m à ses zones suburbaines les plus élevées. Comme la plupart des hautes terres de l'intérieur du Honduras, la majorité de la zone actuelle de Tegucigalpa était occupée par des forêts ouvertes. La zone entourant la ville continue d'être une forêt ouverte constituée de pins et de quelques chênes, broussailles et clairières herbeuses ainsi que de conifères et d'arbres à feuilles persistantes et caduques.
La zone métropolitaine de Tegucigalpa et de Comayagüela couvre une superficie totale de 201 km2 tandis que l'ensemble de la municipalité du district central couvre une superficie totale de 1 396 km2. Des failles géologiques qui menacent les quartiers sur et en dessous de la colline ont été identifiées dans le Régions hautes du district entourant la capitale.
La rivière Choluteca, qui traverse la ville du sud au nord, sépare physiquement Tegucigalpa et Comayagüela. La Colline El Picacho, une montagne accidentée de hauteur modérée, s'élève au-dessus du centre-ville ; plusieurs quartiers, tant résidentiels haut de gamme que modestes, sont implantés sur ses pentes. La ville se compose de douces collines et l'anneau de montagnes l'entourant a tendance à piéger la pollution. Pendant la saison sèche, un nuage dense de smog persiste dans le bassin jusqu'aux premières pluies.
Nichée dans une vallée et traversée par une rivière, Tegucigalpa est sujette aux inondations pendant la saison des pluies, comme cela a été le cas au maximum lors de l'ouragan Mitch en 1998 et dans une moindre mesure chaque année pendant la saison des pluies. Bien qu'elle se trouve à plus de mille mètres d'altitude, la ville ne dispose pas d'un système efficace de contrôle des inondations, y compris de canaux et d'égouts suffisamment puissants pour évacuer et canaliser l'eau de pluie dans la rivière. La rivière elle-même est une menace car elle n'est pas assez profonde sous les rues, et il n'y a pas non plus de digues assez hautes pour l'empêcher de déborder.

## Climat
Le climat est tropical, la classification de Köppen (Aw).
| Mois                              | jan. | fév. | mars | avril | mai  | juin | jui. | août | sep. | oct. | nov. | déc. | année |
| --------------------------------- | ---- | ---- | ---- | ----- | ---- | ---- | ---- | ---- | ---- | ---- | ---- | ---- | ----- |
| Température minimale moyenne (°C) | 13,6 | 15,9 | 17,2 | 18,6  | 19,6 | 19,4 | 18,2 | 18,1 | 18   | 17   | 15,1 | 14,5 | 17,5  |
| Température moyenne (°C)          | 20,2 | 20,8 | 21,7 | 22,7  | 23,2 | 22,6 | 22,5 | 22,3 | 22,3 | 21,4 | 20   | 19,7 | 21,1  |
| Température maximale moyenne (°C) | 26,6 | 27,6 | 29,6 | 31,1  | 30,8 | 29,8 | 28,4 | 27,9 | 28,3 | 28,1 | 27,6 | 26,6 | 27,7  |
| Précipitations (mm)               | 16   | 13   | 12   | 59    | 80   | 139  | 121  | 124  | 114  | 123  | 73   | 42   | 916   |

## Histoire
Vers 1536, le site de Tegucigalpa est peuplé par d'importantes communautés d'Indiens pech (en), Tolupanes et tawahkas. Dix-huit ans après l'implantation d'une exploitation minière d'or et d'argent[réf. nécessaire], Real de Minas de San Miguel de Tegucigalpa est officiellement fondée le 29 septembre 1578 par des colons espagnols,.
Les villes de Tegucigalpa et Comayagua sont tour à tour capitales de la république indépendante du Honduras, jusqu'en 1880, date à laquelle Tegucigalpa devient la capitale de façon permanente.
L'université nationale autonome du Honduras y est établie en 1847. Le musée national possède une importante collection de pièces datant de la période précolombienne. Dans les années 1930, la ville de Comayagüela, située sur l'autre rive de la rivière Choluteca, est incorporée à Tegucigalpa.
Les industries de la ville produisent aujourd'hui textile, sucre, et cigarettes.
Le cyclone tropical Mitch frappe la ville en 1998, lui causant d'importants dégâts.

## Religion
La ville héberge pour l’Église catholique le siège de l’archidiocèse de Tegucigalpa, situé à la cathédrale Saint-Michel-Archange (es). On y trouve également la basilique Notre-Dame-de-Suyapa, que la Conférence épiscopale du Honduras reconnaît comme sanctuaire national depuis 1954 — le seul du pays en 2023.

## Édifices
Outre les édifices religieux, la ville héberge :
- le Centre culturel espagnol de Tegucigalpa (es) (CCET).

## Transports
L'aéroport international de Tegucigalpa est célèbre pour sa piste en pleine ville, l'une des plus courtes au monde. Juste avant l'atterrissage, le pilote doit négocier un virage à quarante-cinq degrés.

## Galerie de photos

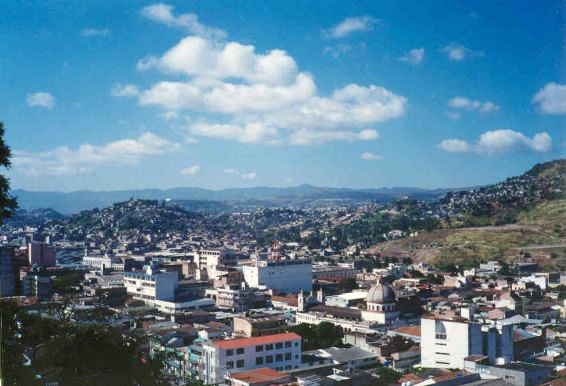
Vue de la capitale.
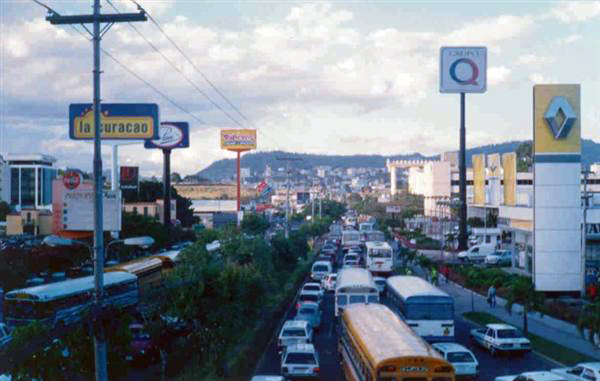
Un boulevard de Tegucigalpa.
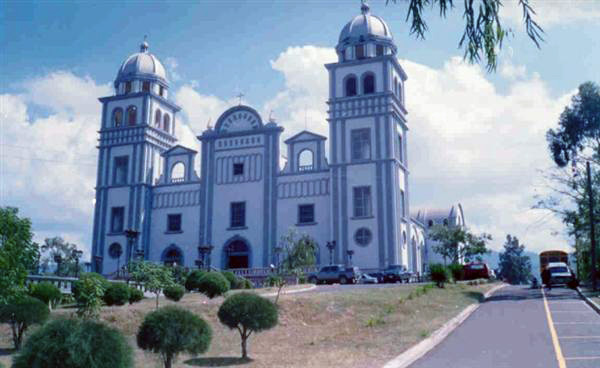
Basilique Notre-Dame-de-Suyapa.
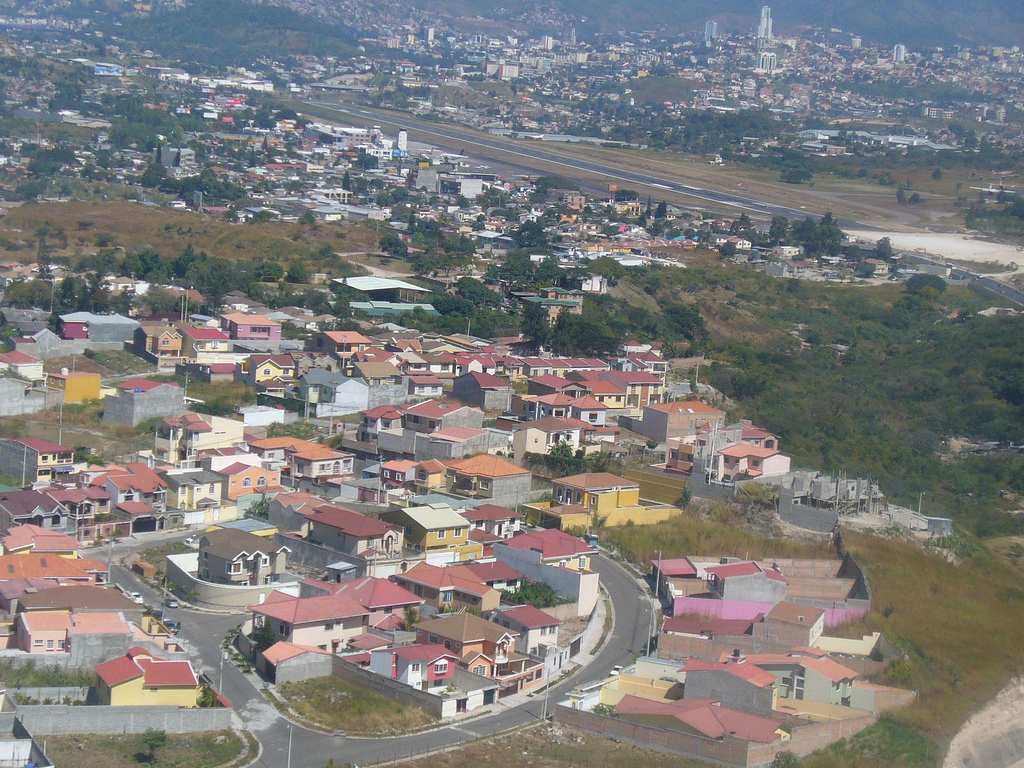
Vue aérienne lors de l'approche de l'aéroport international de Toncontin.

## Jumelages
- Madrid (Espagne)
- Taipei (Taïwan)
- Belo Horizonte (Brésil)
- La Nouvelle-Orléans (États-Unis)
- Guadalajara (Mexique)
- Lima (Pérou)
- Guatemala (Guatemala)
- Amman (Jordanie)
- Bogota (Colombie)
- Caracas (Venezuela)
- La Paz (Bolivie)
- Séoul (Corée du Sud)
- Managua (Nicaragua)